# Babes in Arms
Babes in Arms ist ein Musical mit der Musik von Richard Rodgers und Texten von Lorenz Hart. Das Buch wurde ebenfalls von Rodgers und Hart geschrieben. Choreografiert wurde die Show von George Balanchine. Die Uraufführung fand am 14. April 1937 im Shubert Theatre in New York statt.
Rodgers und Hart brachten das damals populäre „Hey-kids-lets-put-on-a-show!“ Musical-Thema an den Broadway, dass wenig später durch den Regisseur Busby Berkeley in verschiedenen Hollywood-Filmmusicals mit Judy Garland und Mickey Rooney als jugendliches Paar perfektioniert wurde.
Die 1937er Besetzung von Babes in Arms kam gänzlich ohne große Bekanntheiten aus, die meisten Darsteller waren unter zwanzig Jahre alt. Die Zeitschrift Variety prophezeite der Show einen Misserfolg, weil weder Fleisch, tanzende Mädchen, Plüsch noch Pailletten zu sehen wären. Sie erreichte jedoch 289 Aufführungen, was für die 1930er Jahre sehr erfolgreich war.
Eine den moderneren Verhältnissen angepasste Neufassung aus dem Jahre 1959 stammt von George Oppenheimer.

## Handlung

### Rodgers und Hart-Version (1937)
Das Stück spielt zur Zeit des New Deal in einer Schaustellerkolonie auf Long Island, New York.
Vaudeville-Darsteller, die zum Sommer auf Tour gehen, lassen ihre Kinder so gut wie mittellos daheim. Der örtliche Sheriff findet, dass der Nachwuchs besser in einer staatlichen „Work farm“ aufgehoben sei. Doch die „Babes“ wollen sich selber helfen und eine Show auf die Beine stellen, um sich ihren Unterhalt zu verdienen. Das ganze Vorhaben scheitert an der Uneinigkeit zwischen den „Babes“ und ihrem „Producer“ über den Auftritt eines schwarzen Brüderpaares. Danach führt kein Weg mehr an der „Work farm“ vorbei, aber die „Babes“ verlieren die Hoffnung nicht. Unerwartete Hilfe kommt von einem französischen Atlantiküberflieger, der nahe ihrer Heimatsiedlung eine Bruchlandung erleidet und starke Sympathien für die „Babes“ entwickelt.

### George Oppenheimer-Version (1959)
Bunny Byron hat ein Problem mit ihrem Miteigentümer Fleming, der hat nicht nur das Sagen in dem Sommer-Theater auf Cape Cod, sie ist zudem an ihn verschuldet. Im Falle eines Saison-Misserfolgs läuft sie Gefahr, auch die letzten Anteile am Theater zu verlieren. Die Jugendlichen, die während des Sommers im Theater arbeiten, haben Bunny ins Herz geschlossen und wollen ihr helfen das Theater zu halten. Da das vom Miteigentümer angesetzte Stück ein Flop zu werden droht, proben sie heimlich eine eigene Revue. Unterstützung bekommen sie schließlich von dem Show-Produzent Steve Edwards, der das Talent der jungen Leute erkennt.

## Bekannte Musiknummern
- My Funny Valentine
- The Lady Is a Tramp
- Johnny One Note
- Where or When
- I Wish I Were in Love Again
- Imagine

## Verfilmung
Die gleichnamige Verfilmung von 1939 (deutscher Titel: Musik ist unsere Welt) von Busby Berkeley mit Judy Garland und Mickey Rooney basiert auf dem Musical. Von der Partitur bzw. dem Score wurden lediglich zwei Songs übernommen.